# Bombardier CRJ
Bombardier CRJ (Canadair Regional Jet) — семейство региональных ближне- и среднемагистральных реактивных узкофюзеляжных самолётов. Первый полёт — 10 мая 1991 года. CRJ-100 стал первым самолётом современного уровня среди 50-местных машин. Среди отличительных особенностей модели — шайбы (законцовки) Уиткомба.
Семейство состоит из нескольких модификаций, отличающихся длиной фюзеляжа и дальностью полёта. Самолёт изначально назывался Bombardier CRJ и был переименован после покупки программы CRJ компанией Mitsubishi в 2020 году.

## Модификации[3]

### CL-600-2B19 (вариант Regional Jet 100, CRJ 100)
CRJ-100 стал первым самолётом современного уровня среди 50-местных машин. Является ближнемагистральным и самым коротким в семействе самолётов CRJ. Оснащается двигателями General Electric CF34-3A1.

### CL-600-2B19 (вариант Regional Jet 200, CRJ 200)

CRJ700 (садится) и CRJ200 в Дюссельдорфе

Успешная модель CRJ-100 в 1995 году была модернизирована в CRJ-200 — самолёту поставили новые, более экономичные двигатели General Electric CF34-3B1. CRJ-200 имеют повышенные эксплуатационные характеристики: данный тип способен выполнять полёты в сложных метеорологических условиях и в условиях высокогорных аэродромов. Пятидесятиместный комфортабельный салон, оборудованный удобными кожаными креслами, благодаря имеющимся инженерно-техническим решениям, может легко быть переоборудован в полный эконом или бизнес/экономкласс. Является ближнемагистральным пассажирским самолётом.

### CL-600-2B19 (вариант Regional Jet 440)
В июле 2001 года Bombardier объявила о разработке 44-местного варианта самолёта Bombardier CRJ200, который получил обозначение Bombardier CRJ440. Northwest Airlines была стартовым заказчиком самолётов этого варианта CRJ. Является ближнемагистральным пассажирским самолётом.

### CL-600-2C10 (варианты Regional Jet 700/ 701/ 702), CRJ 700)
Первый полёт Bombardier CRJ 700 совершил 27 мая 1999 года. По оценкам Bombardier Aerospace в 1999 году, до 2020 года рынку потребуется более 1500 единиц 70-местных региональных реактивных самолётов. Ещё до начала первых поставок компания уже имела 96 подтверждённых заказов и опцион на 140 самолётов. Является среднемагистральным пассажирским самолётом.

### CL-600-2D15 (вариант Regional Jet 705)
Используя фюзеляж CRJ 900, Bombardier разработала модификацию CRJ 705, предназначенную для перевозки 75 пассажиров в условиях повышенной комфортности.

### CL-600-2D24 (вариант Regional Jet 900)
Модель рассчитана на перевозку 88 пассажиров и 5 членов экипажа. Первый полёт Bombardier CRJ 900 совершил 21 февраля 2001 года. Кроме стандартной, существует ещё несколько версий самолёта — удлинённая и для дальних перелётов.
По данным на 2010 год Bombardier CRJ 900 эксплуатировался авиакомпанией Adria (Словения) по маршруту Москва—Любляна, так же по сегодняшний день эксплуатируются компанией Nordica в Эстонии. Является среднемагистральным пассажирским самолётом.

### CL-600-2E25 (вариант Regional Jet 1000)
Программа по созданию Bombardier CRJ 1000 была начата Bombardier Aerospace 19 февраля 2007 года.
Совершивший первый полёт в сентябре 2008 года 100-местный CRJ 1000 является последней моделью семейства Canadian Regional Jet. Является среднемагистральным пассажирским самолётом.

### CL-600-2B19, варианты Challenger 800/850)
Корпоративный вариант самолёта Bombardier CRJ 200 с более комфортабельным салоном на 15 пассажиров.

## Характеристики Bombardier CRJ-семейства

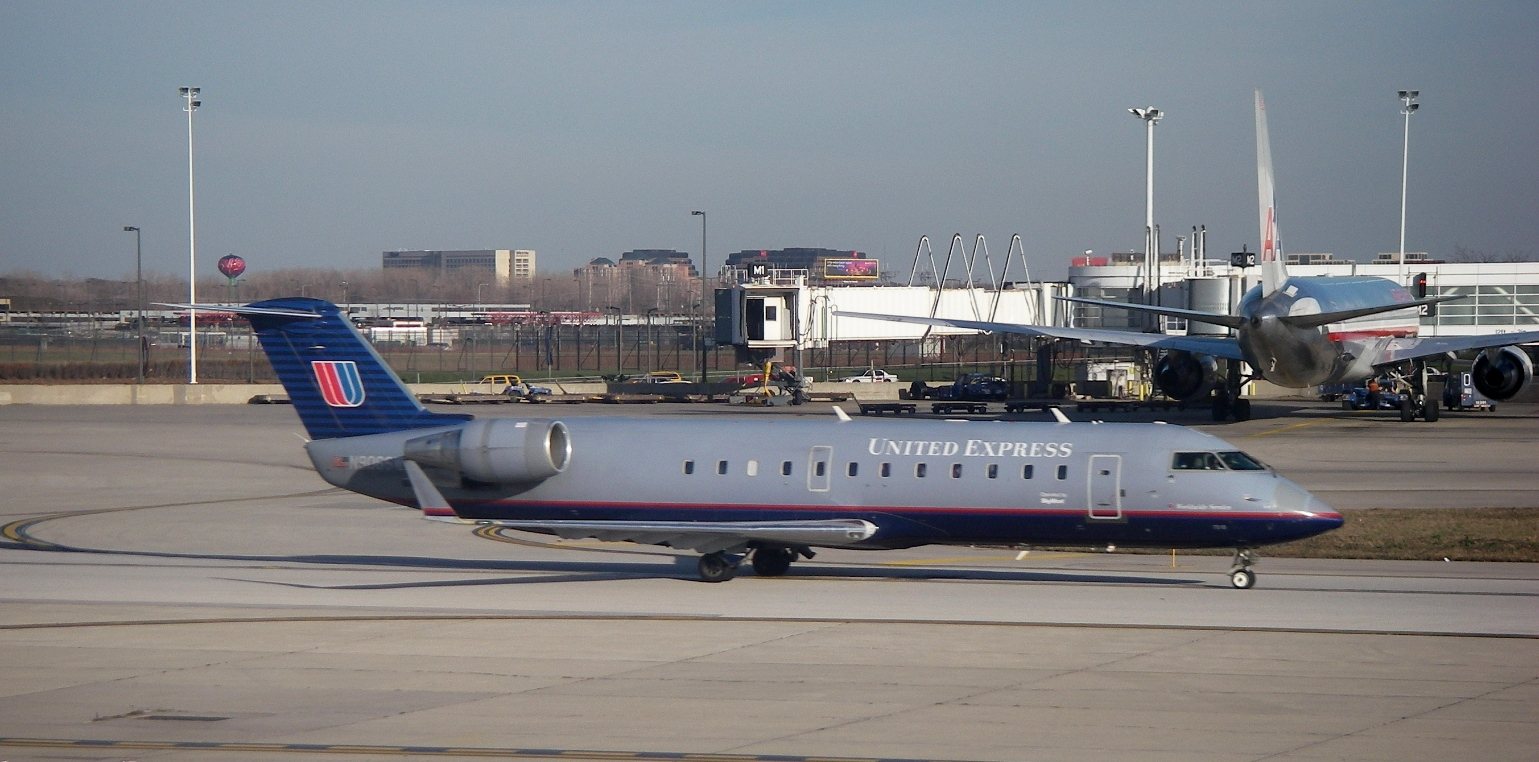
CRJ200 United Express
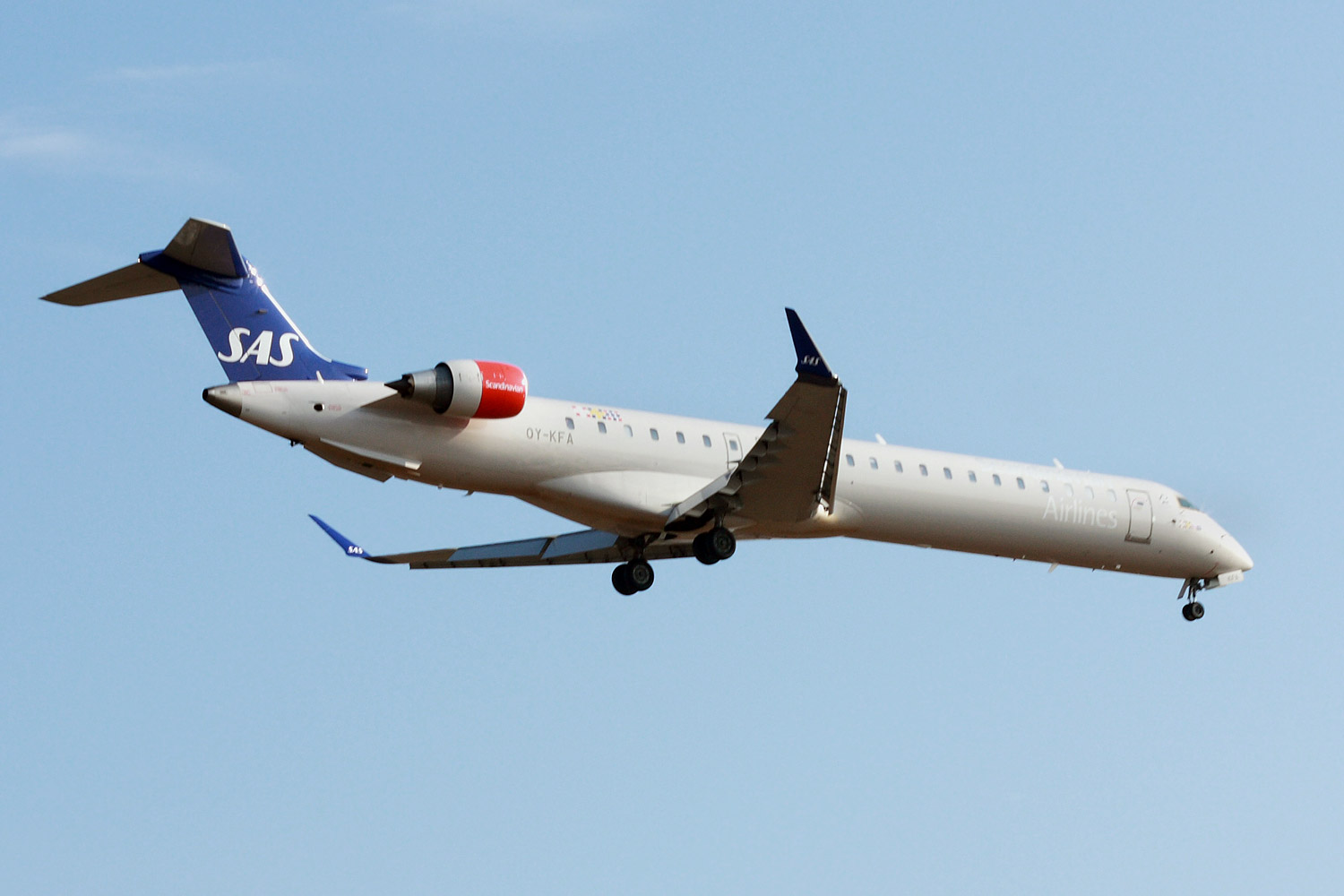
CRJ900 Scandinavian Airlines
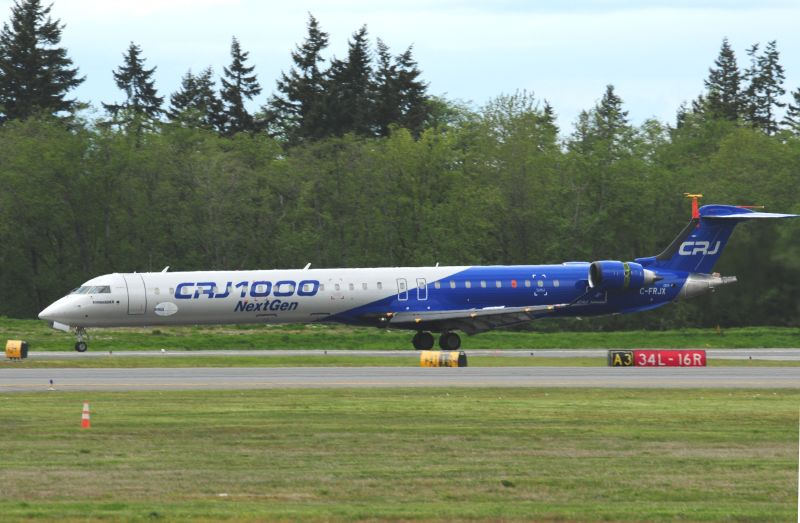
CRJ1000 в корпоративной раскраске

|                                | CRJ100/200                                          | CRJ700                 | CRJ900                 | CRJ1000             |
| ------------------------------ | --------------------------------------------------- | ---------------------- | ---------------------- | ------------------- |
| Экипаж                         | 2 пилота                                            | 2 пилота               | 2 пилота               | 2 пилота            |
| Пассажировместимость           | 50                                                  | 70                     | 88                     | 100                 |
| Длина, м                       | 26,77                                               | 32,51                  | 36,2                   | 39,13               |
| Размах крыла, м                | 21,22                                               | 23,24                  | 24,85                  | 26,18               |
| Высота, м                      | 6,22                                                | 7,57                   | 7,51                   | 7,13                |
| Диаметр фюзеляжа, м            | 2,9                                                 | 2,9                    | 2,9                    | 2,9                 |
| Масса пустого самолёта, т      | 13,7                                                | 19,7                   | 21,4                   | 23,2                |
| Максимальная взлётная масса, т | 23-24                                               | 35                     | 38                     | 41                  |
| Силовая установка              | 2× ТРДД GE CF34-3A1 (CRJ-100) GE CF34-3B1 (CRJ-200) | 2× ТРДД GE CF34-8C5    | 2× ТРДД GE CF34-8C5    | 2× ТРДД GE CF34-8C5 |
| Максимальная скорость, км/ч    | 860                                                 | 875                    | 882                    | 870                 |
| Крейсерская скорость, км/ч     |                                                     | 786                    | 786                    | 786                 |
| Дальность, км                  | 2000 3017(ER) 2700 3713(LR)                         | 2700 3300(ER) 3800(LR) | 2400 2900(ER) 3300(LR) | 2800 3100(ER)       |
| Максимальная высота, м         | 12 500                                              | 12 500                 | 12 500                 | 12 500              |

## Заказы и поставки
| Модель         | Заказано | Поставлено | Невыполненные заказы |
| -------------- | -------- | ---------- | -------------------- |
| CRJ100         | 226      | 226        | 0                    |
| CRJ200         | 709      | 709        | 0                    |
| CRJ440         | 86       | 86         | 0                    |
| CRJ700         | 336      | 328        | 8                    |
| CRJ705         | 16       | 16         | 0                    |
| CRJ900         | 478      | 433        | 45                   |
| CRJ1000        | 63       | 63         | 0                    |
| Challenger 800 | 33       | 33         | 0                    |
| ИТОГО:         | 1941     | 1896       | 53                   |

Источник: Program Status Report — CRJ Series aircraft on December 31, 2018

## В России и странах бывшего СССР
По данным Bombardier, на 2015 год в России и странах бывшего СССР в эксплуатации находится 71 самолёт CRJ100/200. Российские авиакомпании: РусЛайн — 18 CRJ100/200, АО «ЮВТ АЭРО» — 7 CRJ200, Ямал — 10 CRJ200, ИрАэро — 6 CRJ200, Северсталь — 6 CRJ200. Эти ВС также есть в самолётных парках белорусской Белавиа — 5 CRJ100/200, грузинской Georgian Airways — 4 CRJ100/200, казахстанской SCAT — 6 CRJ200 и таджикской Tajik Air 1 CRJ 200ER.

## Аварии и катастрофы
По данным сайта Aviation Safety Network по состоянию на 31 января 2025 года в общей сложности в результате катастроф и серьёзных аварий были потеряны 24 самолёта Bombardier/Canadair Regional Jet series. Bombardier CRJ пытались угнать 1 раз, при этом никто не погиб. Всего в этих происшествиях погибло 229 человек.
| Дата       | Бортовой номер | Место катастрофы    | Жертвы  | Описание происшествия |
| ---------- | -------------- | ------------------- | ------- | --- |
| 26.07.1993 | C-FCRJ         | Канзас              | 3/3     | Испытательный полёт, разбился из-за неверных действий экипажа. |
| 16.12.1997 | C-FSKI         | Фредериктон         | 0/42    | Не смог уйти на второй круг. |
| 22.06.2003 | F-GRJS         | Брест               | 1/24    | Разбился при снижении из-за порыва ветра. |
| 14.10.2004 | N8396A         | Джефферсон          | 2/2     | Технический рейс, разбился при снижении из-за ошибок пилотов. |
| 21.11.2004 | B-3072         | Баотоу              | 2+53/53 | Разбился при наборе высоты, не была выполнена противообледенительная обработка. |
| 27.08.2006 | N431CA         | Лексингтон          | 49/50   | Взлёт с короткой полосы из-за ошибки экипажа. |
| 13.02.2007 | N168CK         | Внуково             | 0/3     | При взлёте потерял устойчивость и перевернулся на ВПП. Недостатки в РЛЭ, экипаж не включил противообледенительную систему крыла.                                                                          |
| 20.05.2007 | C-FRIL         | Торонто             | 0/40    | При посадке подломилась носовая стойка шасси. |
| 14.02.2008 | EW-101PJ       | Ереван              | 0/12    | При взлёте рухнул на ВПП, перевернулся и загорелся. Не была проведена противообледенительная обработка.                                                                                                   |
| 07.07.2008 | N706EV         | Батон-Руж           | 0/0     | Во время чистки компрессора левого двигателя последний вышел на максимальный режим, самолёт пришёл в движение и столкнулся с двумя CRJ200, которые также находились в ангаре.                             |
| 28.02.2009 | N830AS         | Флорида             | 0/2     | При запуске питания в ангаре начался пожар. Списан. |
| 12.11.2009 | 5Y-JLD         | Кигали              | 1/13    | При движении к терминалу врезался в здание. |
| 04.04.2011 | 4L-GAE         | Киншаса             | 32/33   | Разбился при посадке в ливень. Выполнял рейс миссии ООН. |
| 12.04.2011 | N641CA         | Нью-Йорк            | 0/56    | Готовясь к вылету рядом стоящий Airbus A380 Air France зацепил кончиком крыла хвост CRJ 700. Оба самолёта были восстановлены                                                                              |
| 24.01.2012 | N8524A         | Провиденс           | 0/н.д.  | Получил повреждения на стоянке. Списан. |
| 14.07.2012 | N865AS         | Сент-Джордж         | 1/1     | Врезался в здание при попытке угона. |
| 29.01.2013 | UP-CJ006       | Алматинская область | 21/21   | Разбился при заходе на посадку в сложных метеоусловиях. Экипаж по не до конца установленной причине перевёл самолёт в пикирование.                                                                        |
| 20.07.2014 | 5A-LAL         | Триполи             | 0/0     | Уничтожен выстрелом из РПГ во время боёв в аэропорту. |
| 08.01.2016 | SE-DUX         | Аккаяуре            | 2/2     | Самолёт направлялся из Осло в Тромсё и послал сигнал бедствия в шведском воздушном пространстве в 0:20 по местному времени. Причинами катастрофы стали техническая неисправность и дезориентация экипажа. |
| 29.01.2025 | N709PS         | Вашингтон           | 3+64/64 | Столкнулся в воздухе с Sikorsky UH-60 Black Hawk Армии США при заходе на посадку. |
| 17.02.2025 | N932XJ         | Торонто             | 0/76    | Перевернулся при посадке на ВПП. За 12 минут до аварии автоматическая система аэропорта сообщила о сильных порывах ветра у земли.                                                                         |